# Belebeji járás
A Belebeji járás (oroszul: Белебеевский муниципальный район, baskír nyelven Бәләбәй районы) Oroszország egyik járása a Baskír Köztársaságban. Székhelye Belebej.

## Népesség
- 1970-ben 28 677 lakosa volt, melyből 5 934 tatár (20,7%), 839 baskír (2,9%).
- 1989-ben 16 623 lakosa volt, melyből 3 953 tatár (23,8%), 670 baskír (4%).
- 2002-ben 17 360 lakosa volt, melyből 6 788 orosz (39,1%), 3 637 csuvas, 3 306 tatár (19,04%), 2 314 baskír (13,33%), 425 mari.
- 2010-ben 41 708 lakosa volt, melyből 18 136 orosz, 9 431 tatár, 6 158 csuvas, 4 705 baskír, 1 085 mordvin, 644 ukrán, 525 mari, 74 udmurt, 67 fehérorosz.

A 2002 és 2010 között tapasztalható népességszámban bekövetkezett növekedés területi átszervezássel magyarázható, minek köszönhetően Belebej város népessége erősen csökkent, a járásé pedig növekedett.
| Lakosok száma | 71 430 | 28 677 | 21 364 | 17 360 | 101 493 | 101 896 | 100 055 | 98 751 | 97 906 | 96 731 |
|               | 1939   | 1970   | 1979   | 2002   | 2009    | 2010    | 2013    | 2015   | 2016   | 2021   |

## A járáshoz tartozó települések
A mari többségű település megjelölése: ***
- Belebej, a járás székhelye
- Prijutovo, város
- Agyelkino
- Azekejevo
- Akbaszar
- Akkain ***
- Akszakovo
- Alekszejevka
- Annyenkovo
- Annovka
- Bazsenovo
- Bajmurzino
- Bajrak
- Berjozovka
- Brik-Alga
- Bulanovka
- Verovka
- Verhnyejermogli
- Veszjolaja Roscsa
- Guszarkino
- Duraszovo
- Jekatyerinovka
- Jelizavetyino
- Jermolkino
- Zaovrazsje
- Znamenka
- Ik-Versina
- Ilkino
- Irek
- Iszmagilovo
- Kazanlitamak
- Kain-Jelga
- Kanas
- Kirillovka
- Kljucsevka
- Krasznaja Zarja
- Krasznorecska
- Krasznojar
- Kum-Koszjak
- Kus-Jelga
- Makszjutovo
- Malinovka
- Maloalekszandrovka
- Martinovo
- Mezsdugornoje
- Metyevbas
- Mihajlovszkij
- Mohovoje Bolotovo
- Mocsilki
- Nagyezsgyino
- Novaja Gyerevnya
- Novokazanka
- Novonyikolajevka
- Novoszarajevo
- Novoszemenkino
- Orlovka
- Parafejevka
- Pahar
- Podlesznoje
- Pokrovka
- Pizsjanovszkij
- Rasszvet
- Repjevka
- Rodnyiki
- Russzkaja Svejcarija
- Szavkino
- Szanatorij Gluhovszkaja
- Szvetlovka
- Szvoboda
- Szergyuki
- Sziuska
- Szkobelevka
- Szlakbas
- Szosznovij Bor
- Sztancija Gluhovszkaja
- Sztaroszemenkino
- Tuzlukus
- Uszeny-Ivanovszkoje
- Utyejka
- Fjodorovka
- Makszim Gorkij
- Cseganli
- Cseganli
- Csubukaran
- Csubukaran
- Sarovka
- Selkanovo
- Jangi-Kjucs